# Синт-Христоффелберг
Синт-Христоффелберг, также известная как Кристоффель или Синт-Кристоффель, (названа в честь святого Христофора) — самая высокая гора на острове Кюрасао. Высота Синт-Христоффелберга составляет 372 метра. Гора находится в парке дикой природы, Кристоффельпарк, по которому можно путешествовать на машине, велосипеде, лошади или пешком по нескольким дорогам, которые были выложены для этой цели.